# St. Michael (Kürnach)

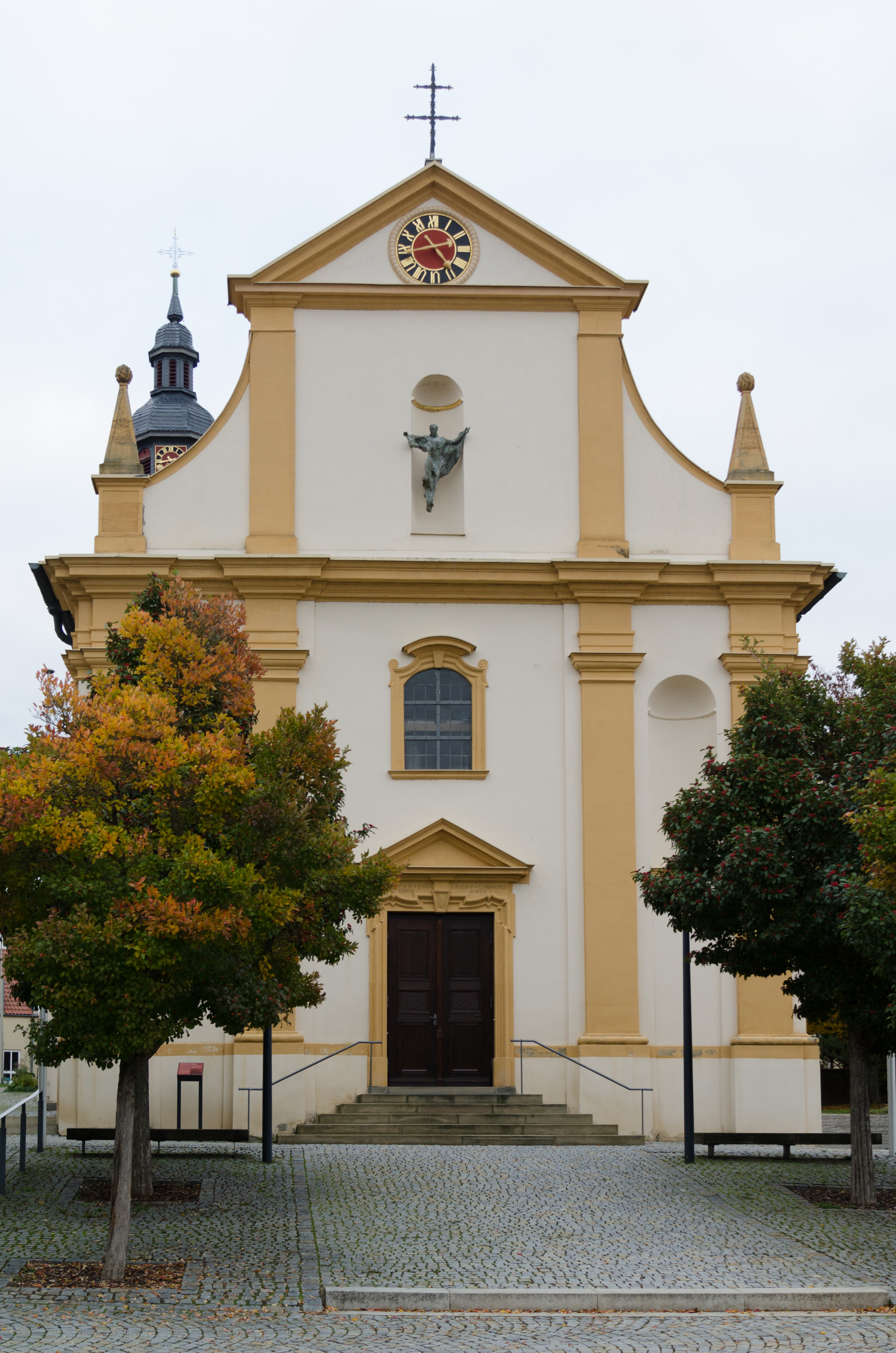
Blick auf die St.-Michaels-Kirche in Kürnach (2015)

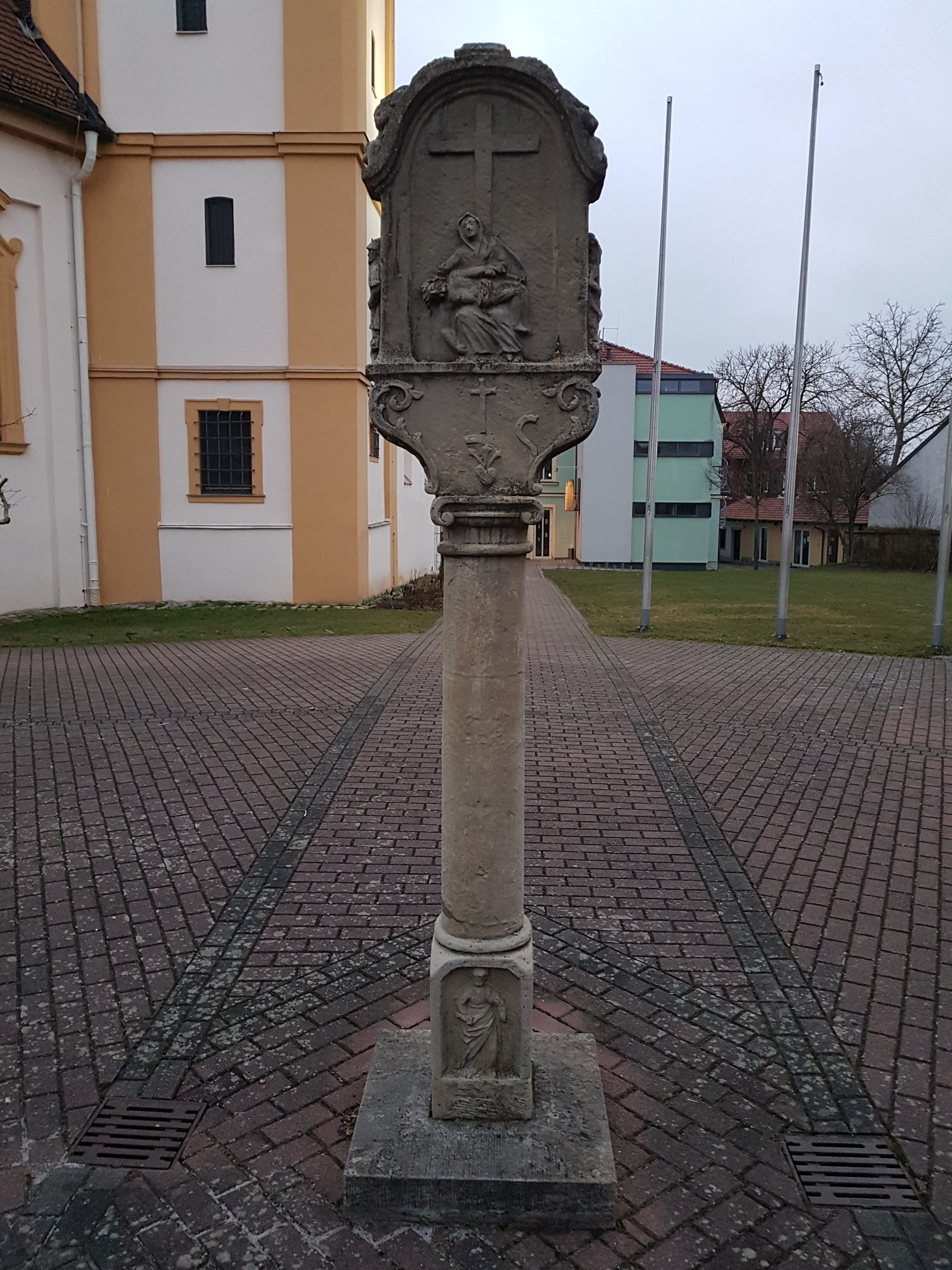
Bildstock vor Pfarrzentrum

Die römisch-katholische Pfarrkirche St. Michael in Kürnach, einer Gemeinde im Landkreis Würzburg, wurde 1723/24 errichtet und ist dem Erzengel Michael geweiht. Sie gehört dem bayerischen Bistum Würzburg an.

## Geschichte
Im Jahre 1425 wurde erstmals eine Pfarrkirche in Kürnach erwähnt, die nach Blasius von Sebaste geweiht war. Ab 1686 bis zur Erbauung der neuen Kirche war die Kirche nach St. Peter in Ketten geweiht. Der Saalbau der Pfarrkirche St. Michael wurde nach Plänen von Balthasar Neumann 1723/24 errichtet. Eine Chorerweiterung sowie ein Turm mit Welsche Haube folgten 1923. 1984 erfolgte eine Innenrenovierung.
Die St.-Michaels-Kirche gehört zur Pfarreiengemeinschaft St. Mauritius – St. Michael – St. Georg, Estenfeld im Dekanat Würzburg rechts des Mains des römisch-katholischen Bistums Würzburg.

## Pfarrei

### Pfarrei
Bis zum Jahre 1908 gehörte die Pfarrei zum Archidiakonatsbezirk Kitzingen. Seit 1908 gehört die Pfarrei dem Dekanat Würzburg rechts des Mains an. Von 1895 bis 1983 war sie Schwesternstation der Dillinger Franziskanerinnen mit Kinderbewahranstalt und Krankenpflegestation. 1956 wurde ein Pfarrheim hinter der Kirche errichtet. Dieses wurde in den Jahren 1988 und 1998 renoviert.

### Pfarrer
Seit 2007 ist Joachim Bayer Pfarrer für die Gemeinde St. Michael und seit 2010 ist er außerdem für die Pfarreiengemeinschaft zuständig. Daneben ist er seit 2005 Dekan für das Dekanat Würzburg rechts des Mains.

## Kirchenbau
Das Bruchsteinmauerwerk der Kirche stammt aus dem 18./19. Jahrhundert.

## Ausstattung
Der Taufstein von 1589 stammt noch aus der vorherigen Kirche, die von 1292 bis 1723 nach Blasius von Sebaste geweiht war. Es ist eine nach-gotische Schöpfung aus grauem Sandstein. In der Kirche steht eine Kreuzigungsgruppe von 1766 des Bildhauers Johann Peter Wagner. Diese wurde erst 1955 dort aufgestellt und durch Julius Döpfner gemeinsam mit dem Hochaltar geweiht, da sie zuvor bei der Grießmühle an der Kürnach standen. Eine Kopie steht auf der Brücke über die Kürnach vor der Griesmühle. Das Deckengemälde von Oskar Martin-Amorbach aus dem Jahre 1947 stellt die Huldigung von Himmel und Erde vor Christus, dem König dar. 1949 wurden die drei Glocken Christkönig, Maria (Mutter Jesu) und Josef von Nazaret geweiht, die zur Barbaraglocke hinzukamen. 2001 wurde in der mittleren Nische an der Westfassade eine moderne Michaelsfigur von dem Künstler Karlheinz Oswald angebracht.
In und um den Kirchhof befinden sich weitere denkmalgeschützte Objekte: Die Kirchhofummauerung, ein Ölberghaus mit einem Christus-Torso und mehreren Bildstöcken, ein steinernes Kruzifix sowie zwei Bildstöcke mit Darstellung der Pietá und der Kreuzigung.

## Orgel

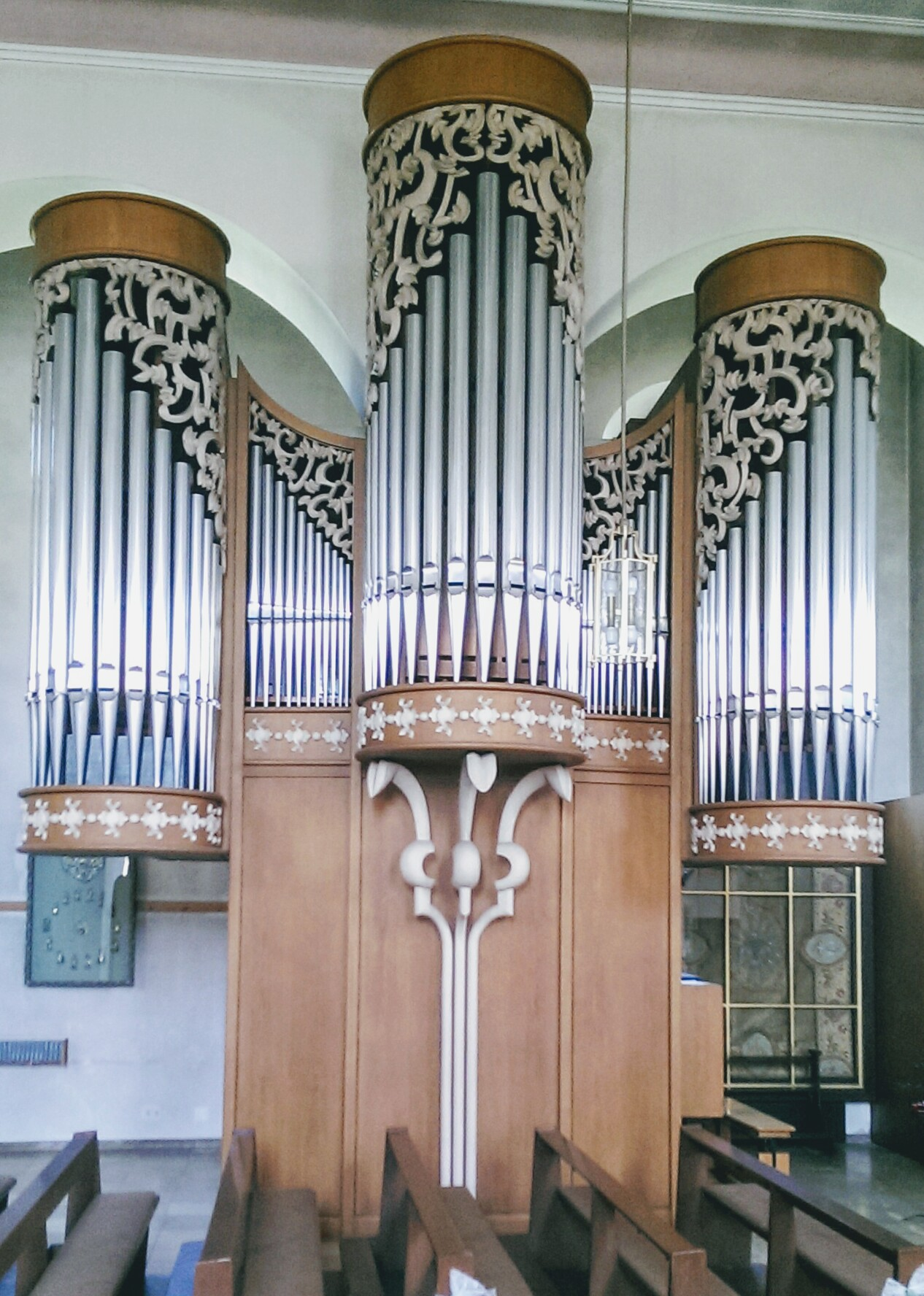
Blick aus dem Kirchenschiff

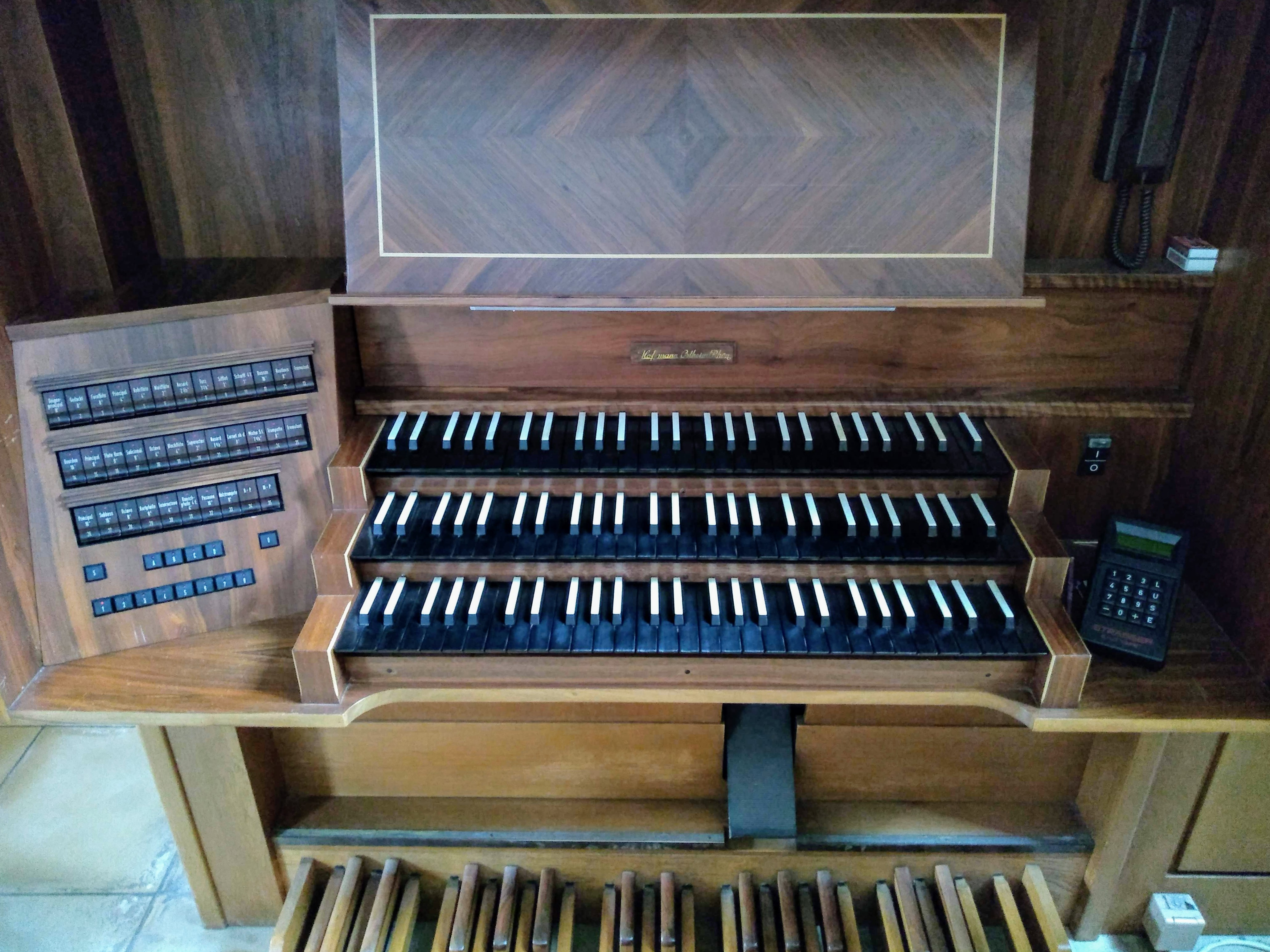
Spieltisch

Die Orgel wurde im Jahr 1985 von der Firma Orgelbau Hoffmann & Schindler in
Ostheim v.d. Rhön neu erbaut und steht im Kirchenschiff vorne linksseitig vor dem Altarraum.
| I. Manual C–g3 |            |
|                | II. + III. |
|                | permanent  |
|                | gekoppelt  |

| II. Manual C–g3 |                 |        |
| 1.              | Geigenprinzipal | 8′     |
| 2.              | Gedackt         | 8′     |
| 3.              | Fernflöte       | 8′     |
| 4.              | Prinzipal       | 4′     |
| 5.              | Rohrflöte       | 4′     |
| 6.              | Waldflöte       | 2′     |
| 7.              | Fernflöte       | 8′     |
| 8.              | Nasard          | 2 ⁄3′  |
| 9.              | Terz            | 1 3⁄5′ |
| 10.             | Sifflet         | 1′     |
| 11.             | Scharff IV      | 1′     |
| 12.             | Hautbois        | 8′     |
|                 | Tremulant       |        |

| III. Manual C–g3 |             |       |
| 14.              | Bourdon     | 16′   |
| 15.              | Prinzipal   | 8′    |
| 16.              | Flute Harm. | 8′    |
| 17.              | Salicional  | 8′    |
| 18.              | Octave      | 4′    |
| 19.              | Blockflöte  | 4′    |
| 20.              | Superoctav  | 2′    |
| 21.              | Nasard      | 1 ⁄3′ |
| 22.              | Cornet ab d | 8′    |
| 21.              | Mixtur V    | 1 ⁄3′ |
| 22.              | Trompette   | 8′    |
|                  | Tremulant   |       |

| Pedal C–f1 |                 |     |
| 26.        | Principal       | 16′ |
| 27.        | Subbass         | 16′ |
| 28.        | Octave          | 8′  |
| 29.        | Bartpfeife      | 8′  |
| 30.        | Tenoroctave     | 4′  |
| 31.        | Rauschpfeife IV | 4′  |
| 32.        | Posaune         | 16′ |
| 33.        | Holztrompete    | 8′  |

- Koppeln: II/P, III/P
- Spielhilfen: 32-facher Setzer (ABCD: je 1–8), Schwellerpedal Man. III

## Marienkapelle

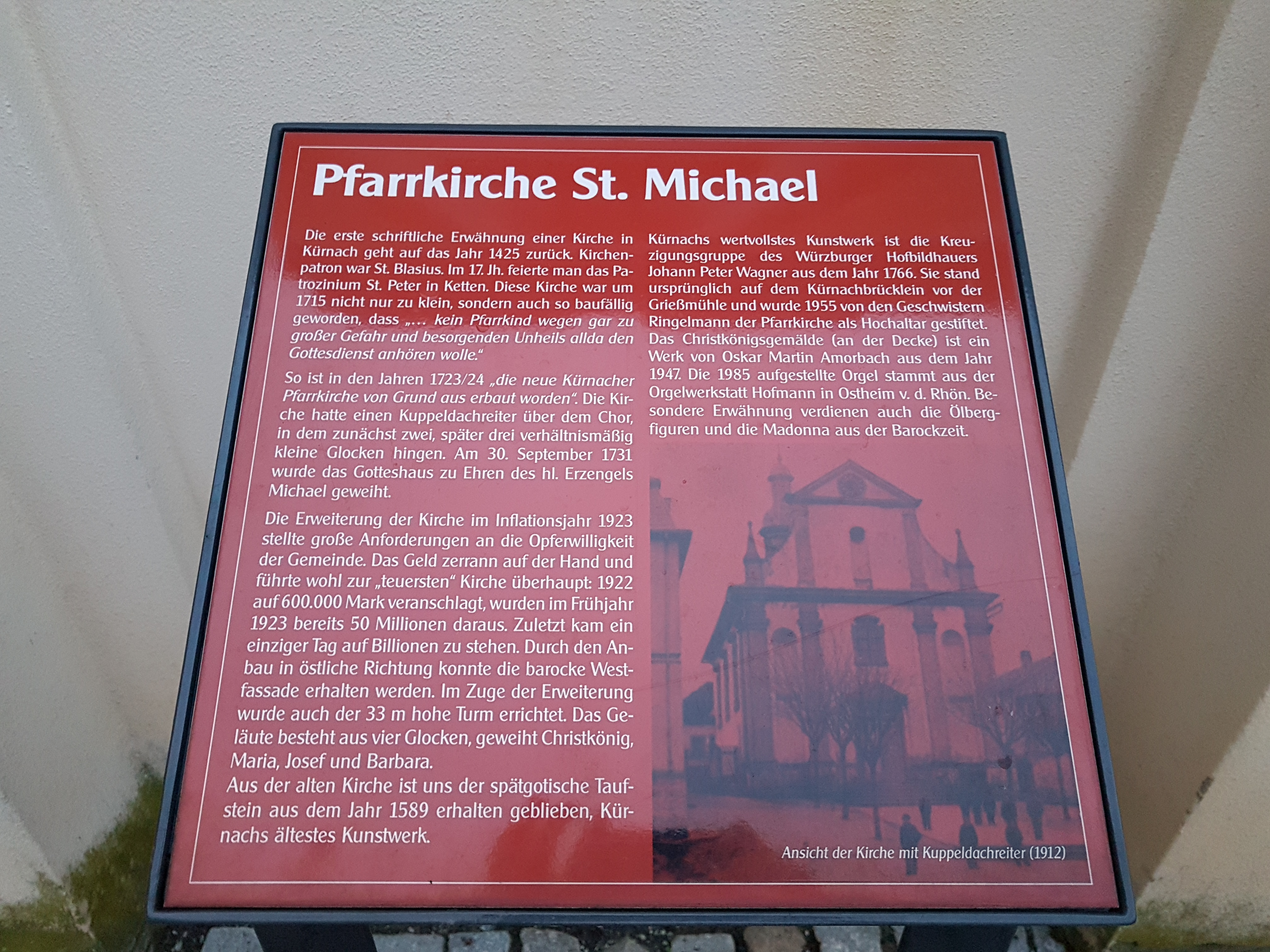

Die Marienkapelle ist eine katholische Wegkapelle am Ortsrand von Kürnach. Die Kapelle ist der Maria (Mutter Jesu) geweiht. Sie ist ein kleiner Saalbau mit Satteldach und neugotischer Fialzier. Die Wegkapelle wurde 1882 von Maria Barbara Ländner „zur Ehre unserer Lieben Frau“ gestiftet. 1991 übereigneten die letzten Besitzer (Familie Schrauth) die Kapelle der kath. Kirche Kürnach. Unter Pfarrer Josef Kraft wurde sie daraufhin durch den ehemaligen Obstbauverein restauriert.

## Freundschaften
Es besteht eine Freundschaft mit dem Bistum Brejo in Brasilien.